# Sirius (acelerador de partículas)
Sirius é uma fonte de luz síncrotron de quarta geração localizada no município de Campinas, no interior de São Paulo, Brasil. O Laboratório Nacional de Luz Síncrotron (LNLS), que operou a primeira fonte de luz síncrotron do Brasil de 1997 a 2019, o UVX, coordena também o projeto do Sirius. O acelerador de partículas possui 518.4 metros de circunferência 165 metros de diâmetro, emitância de 0,27 nanômetros-radianos e energia de 3 GeV. O espectro da radiação inclui o infravermelho, visível, ultravioleta e raios-x.
Com custo total de R$1,8 bilhão, o projeto foi financiado pelo Ministério da Ciência, Tecnologia e Inovação e pela FAPESP. A discussão sobre o projeto começou em 2008 e em 2009 recebeu um financiamento de R$2 milhões. A construção começou em 2015 e terminou em 2018. O feixe completou a primeira volta no acelerador principal em 22 de novembro de 2019. Os primeiros experimentos ocorreram durante a pandemia de COVID-19 na linha Manacá, dedicada a cristalografia macromolecular.

## História

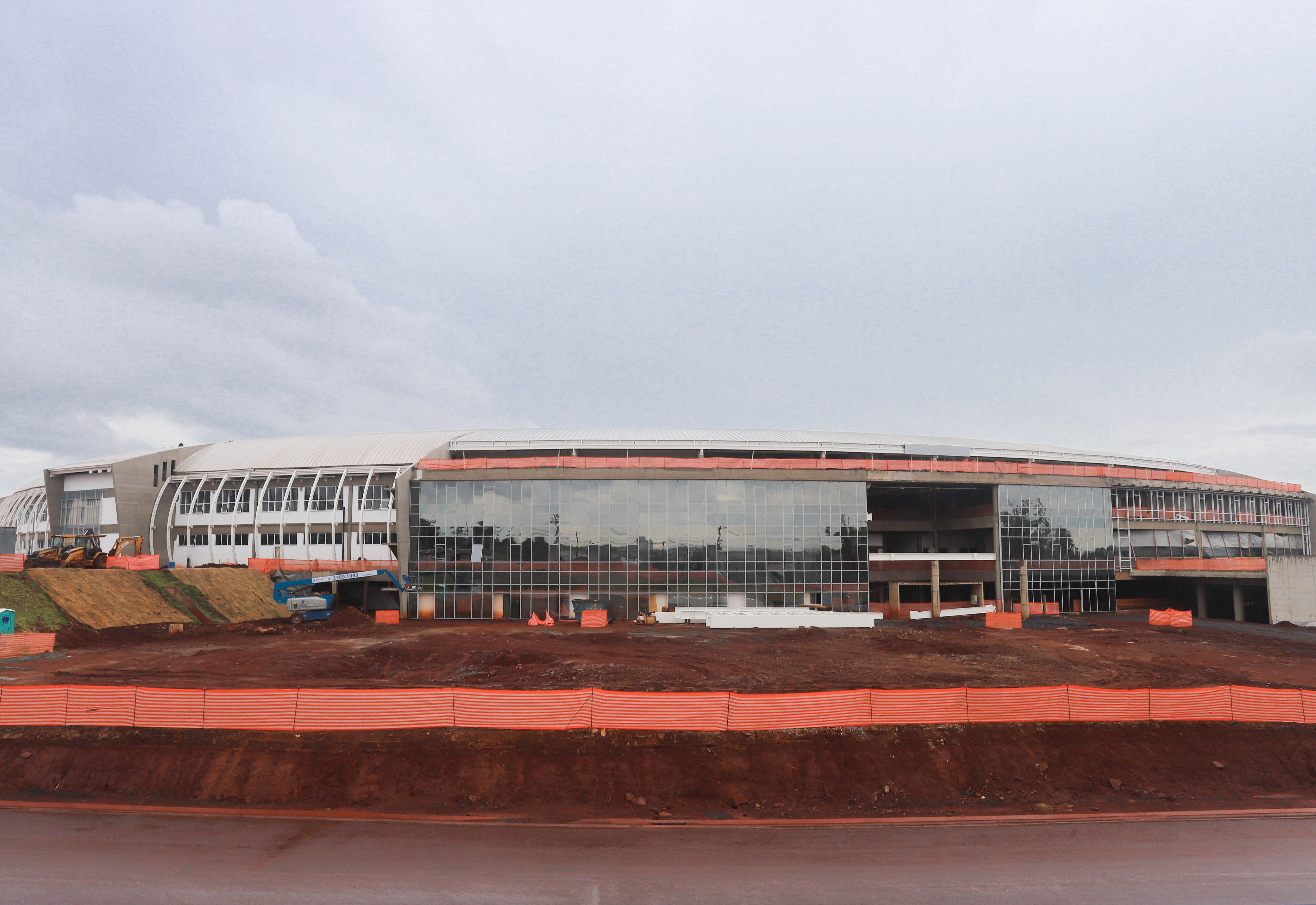
Obras de construção do edifício do Sirius em abril de 2017

Sua construção começou em 2014, no governo Dilma Rousseff, e foi inaugurado em 14 de novembro de 2018 pelo então presidente Michel Temer. O Sirius é o segundo acelerador de partículas operacional no Brasil, depois do pioneiro UVX. No começo dos anos 2000 a tecnologia avançara e o UVX ficara obsoleto em comparação a outros síncrotrons espalhados pelo mundo. Em 2008, José Antônio Brum, diretor do LNLS entre 2001 e 2008, pediu à equipe do laboratório que desenhasse um pré-projeto do novo acelerador. A proposta foi entregue ao então Ministro da Ciência do governo Lula, o físico Sergio Machado Rezende, durante uma visita ao laboratório.

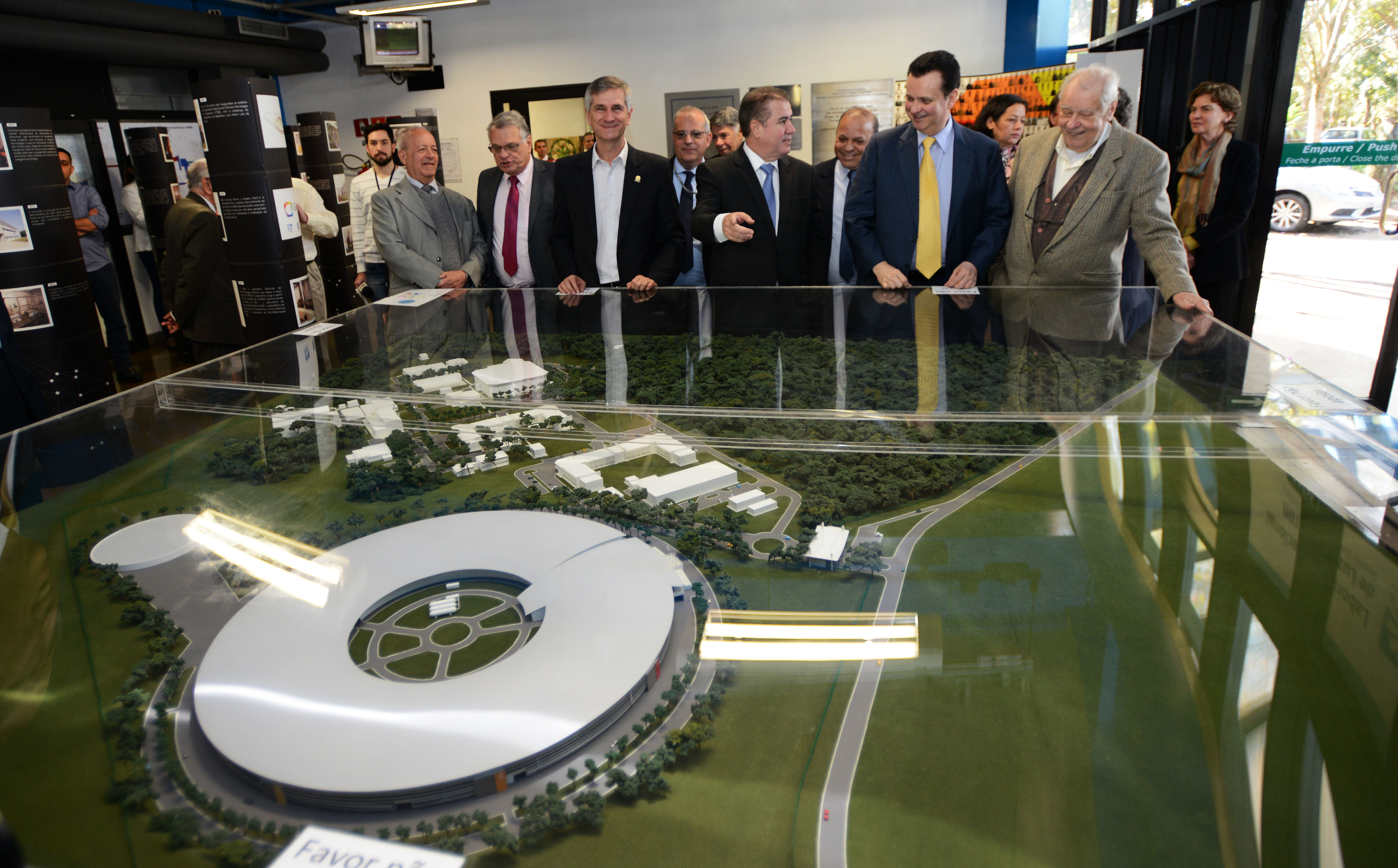
Maquete do complexo do Sirius em 2017

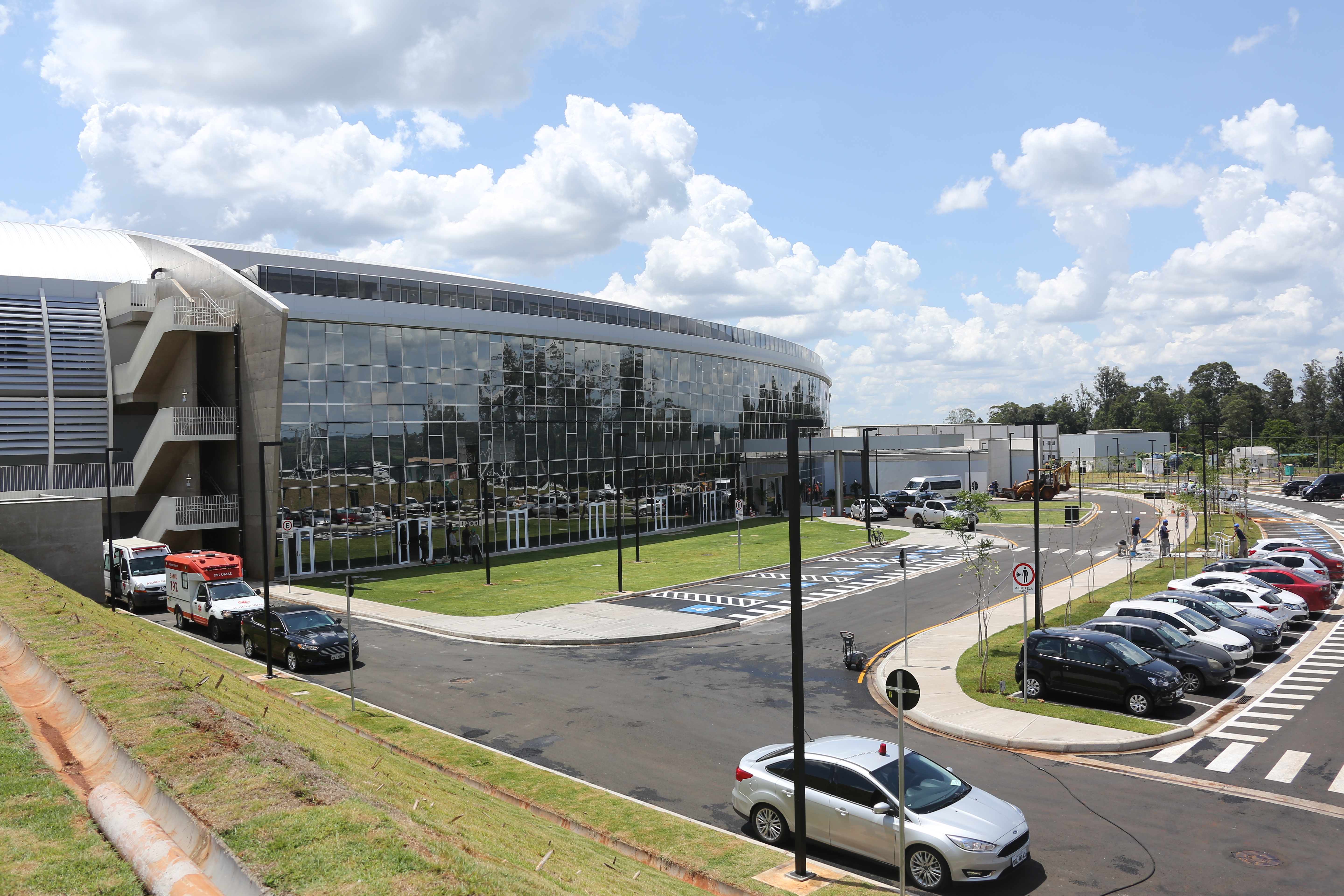
Fachada do edifício do Sirius

No dia 14 de novembro de 2018 foi celebrada a entrega da primeira etapa do projeto Sirius, sob a presença do então presidente Michel Temer e ministro da Ciência, Tecnologia, Inovações e Comunicação, Gilberto Kassab. Nesta primeira etapa houve a entrega do prédio e de dois dos três aceleradores.
A segunda etapa do projeto incluiu a finalização da construção do terceiro acelerador, o anel de armazenamento, e início da montagem e comissionamento das primeiras linhas de luz. Em dezembro de 2019 as primeiras imagens foram obtidas. Atualmente, Sirius opera com corrente de 200 mA em modo top-up e 10 linhas de luz abertas para pesquisadores externos. 

## Características

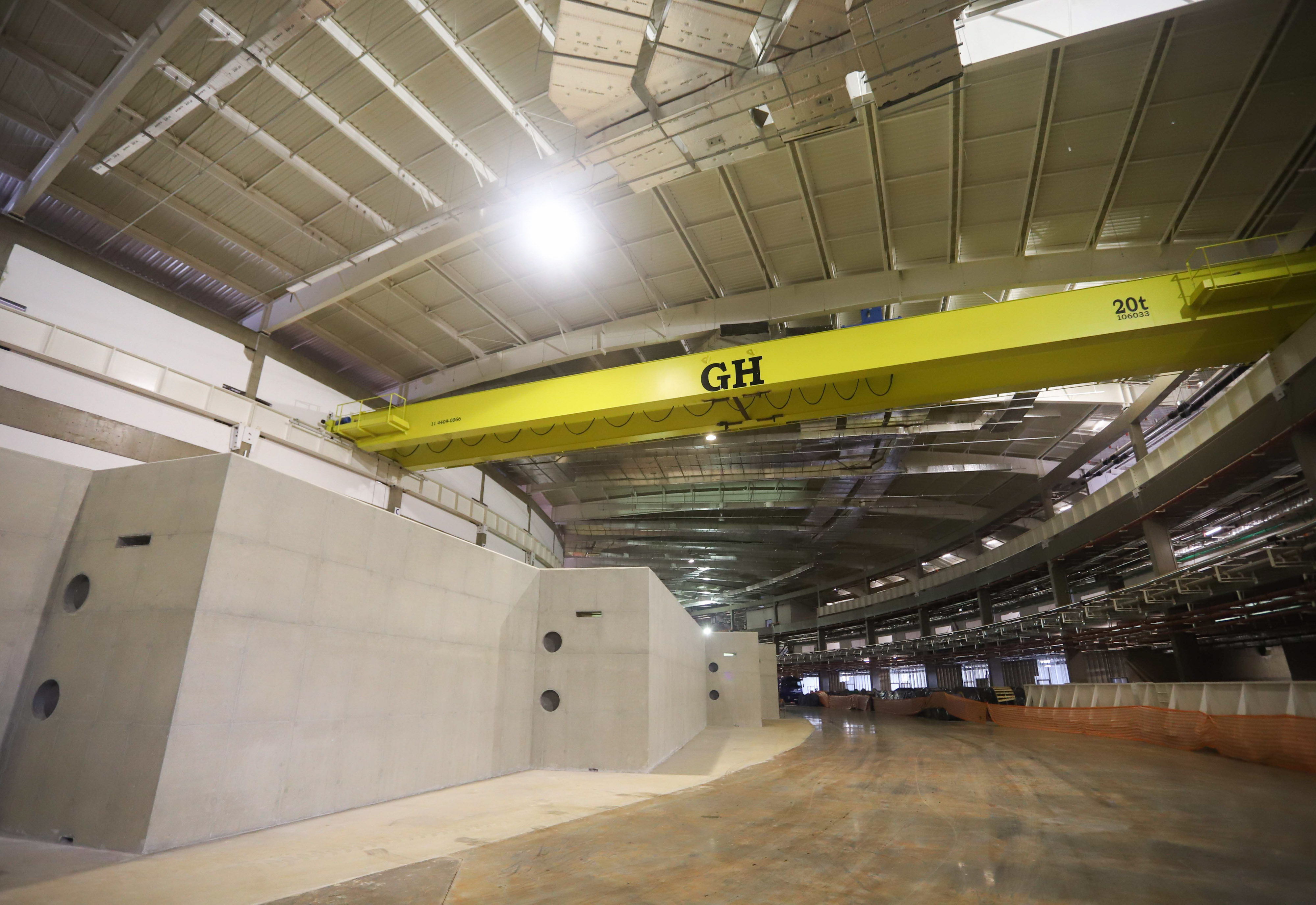
Interior do edifício do Sirius durante sua construção

O Sirius é usado para entender a estrutura atômica e molecular de diversas amostras, o que pode ajudar no desenvolvimento de novos medicamentos, no aprimoramento de materiais usados na construção civil, na exploração de petróleo e em várias outras áreas. O prédio de 68.000 metros quadrados abriga um equipamento com formato de anel e circunferência superior a 500 metros. Para proteger as pessoas da radiação liberada pelo funcionamento da máquina, uma das mais avançadas desse tipo em todo o mundo, o conjunto é blindado por 1 quilômetro de paredes de concreto, uma barreira com 1,5 metro de espessura e 3 metros de altura. 
O investimento no projeto foi de R$1,8 bilhão, estabelecendo-o como o mais ambicioso projeto científico já feito no Brasil. A construção contou com 90% de peças desenvolvidas e/ou produzidas nacionalmente, e durante os primeiros meses de sua operação foi a fonte de luz síncrotron mais brilhante no mundo.

### Linhas de luz

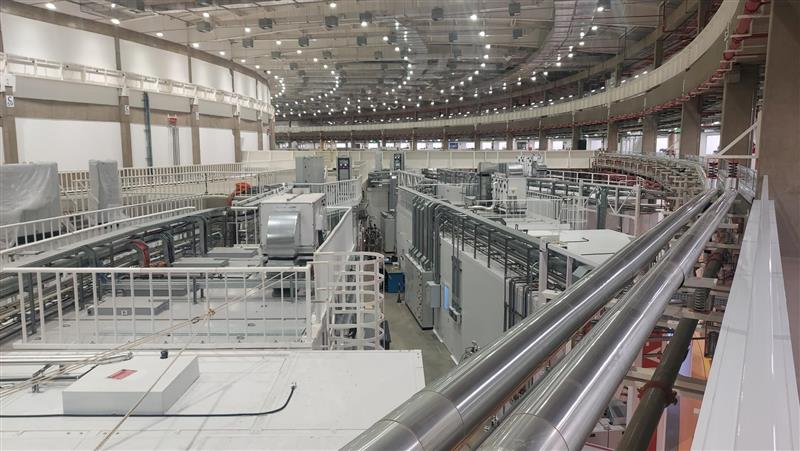
Linhas de luz instaladas no Sirius

As estações experimentais que recebem a luz síncrotron gerada pelo feixe de elétrons circulando no anel de armazenamento recebem o nome de linhas de luz. Atualmente, Sirius tem 10 linhas de luz em operação, 1 em comissionamento científico, 4 em fase de montagem e 8 em fase de projeto.
A primeira linha de luz do projeto Sirius, a Manacá, foi inaugurada oficialmente em 21 de outubro de 2020, mas esteve em uso desde julho para apoiar pesquisas relacionadas à Covid-19. Essa primeira estação do Sirius é equipada com instrumentos que permitem revelar estruturas tridimensionais de proteínas e enzimas humanas e patógenos com resoluções que não podem ser obtidas em equipamentos convencionais. Uma das técnicas disponíveis permite revelar a posição de cada um dos átomos que compõem uma determinada proteína estudada, suas funções e interações com outras moléculas, que podem ser usadas como princípios ativos de novos medicamentos.
| Linha de luz | Técnica principal                                                              | Faixa de energia     | Status          |
| ------------ | ------------------------------------------------------------------------------ | -------------------- | --------------- |
| ARIRANHA     | Instrumentação de Raios X                                                      | 5-25 keV             | Projeto         |
| CARNAÚBA     | Nanoscopia de raios X                                                          | 2.05 - 15 keV        | Aberta          |
| CATERETÊ     | Espalhamento coerente de raios X                                               | 3 - 24 keV           | Aberta          |
| CEDRO        | Dicroísmo circular                                                             | 3 - 9 eV             | Aberta          |
| EMA          | Espectroscopia e difração de raios X em condições extremas                     | 2.7 - 30 keV         | Aberta          |
| HIBISCO      | Microtomografia in vivo por contraste de fase de raios X Duros                 | 16 - 45 keV          | Projeto         |
| IMBUIA       | Micro e nanoespectroscopia de infravermelho                                    | 70 - 400 meV         | Aberta          |
| IPÊ          | Espalhamento inelástico ressonante de raios X e espectroscopia de fotoelétrons | 100 - 2000 eV        | Aberta          |
| JATOBÁ       | Espalhamento total de raios X e análise de PDF                                 | 40 - 70 keV          | Montagem        |
| MANACÁ       | Micro e nanocristalografia macromolecular                                      | 5 - 20 keV           | Aberta          |
| MOGNO        | Micro e nanotomografia de raios X                                              | 22 \| 39 \| 67.5 keV | Aberta          |
| PAINEIRA     | Difração de raios X em policristais                                            | 5 - 30 keV           | Aberta          |
| PITANGA      | Fotoemissão de raios X em pressão próxima ao ambiente                          | 250 - 2000 eV        | Projeto         |
| QUATI        | Espectroscopia de raios X com resolução temporal                               | 4.5 - 35 keV         | Montagem        |
| QUIRIQUIRI   | Difração de raios X em monocristais                                            | 5 - 50 keV           | Projeto         |
| SABIÁ        | Especroscopia de fotoemissão e absorção de raios X moles de alto fluxo         | 100 - 2000 eV        | Aberta          |
| SAPÊ         | Espectroscopia de fotoemissão resolvida em ângulo                              | 8 - 70 eV            | Montagem        |
| SAPUCAIA     | Espalhamento de raios X a baixos ângulos                                       | 6 - 17 keV           | Comissionamento |
| SIBIPIRUNA   | Crionanotomografia por contraste de absorção em raios X moles                  | 0,3 - 0,75 keV       | Projeto         |
| SUSSUARANA   | Drifração de raios X e imageamento em alta energia                             | 30 - 200 keV         | Projeto         |
| TATU         | Nanoespectroscopia de Terahertz                                                | 12 - 62 meV          | Montagem        |
| TEIÚ         | Microscopia de raios X                                                         | 1 - 10 keV           | Projeto         |
| TIMBÓ        | Crionanotomografia por contraste de fase de raios X coerentes                  | 5 - 20 keV           | Projeto         |